# Jean de Joinville
Jean de Joinville (1224-1317) fou un escriptor de la noblesa medieval, conegut per la seva biografia de Lluís IX de França, a la cort del qual serví com a conseller durant anys. Dins el seu escrit destaca l'aproximació a les croades, que visqué en primera persona, plena d'anècdotes costumistes, i el recull de la doctrina del rei, a qui considerava un model de virtut. Com a cronista, diferencia entre els fets que presencià directament d'aquells que recollí per testimoni aliè, fet que dona versemblança al seu escrit. La biografia està marcada per la seva admiració cap al monarca i no pretén ser objectiva.